# رانرو فرلو
رانرو فرلو (به لاتین: Ranérou Ferlo Department) یک منطقهٔ مسکونی در سنگال است که در ناحیه متام واقع شده‌است. رانرو فرلو ۵۱٬۳۱۳ نفر جمعیت دارد.